# 佐柳島村
佐柳島村（さなぎしまむら）は、香川県仲多度郡にあった村。

## 歴史
- 1890年2月15日 - 町村制施行に伴い、那珂郡佐柳嶋が佐柳嶋村として発足。
- 1899年4月1日 - 那珂郡が多度郡と合併し、仲多度郡となる。
- 1956年9月30日 - 多度津町に編入合併。同日付で佐柳島村が廃止。